# فيكتور جورى
فيكتور جورى هو ممثل كندي، ولد في 23 نوفمبر 1902 بداوسون في كندا، وتوفي في 12 فبراير 1982 بسانتا مونيكا في الولايات المتحدة بسبب نوبة قلبية.

## أعمال

### أفلام
- (1935) حلم ليلة صيف
- (1935) كذبات بيضاء
- (1939) ذهب مع الريح[5][6]
- (1954) وادي الملوك
- (1962) صانعة المعجزات
- (1964) خريف قبيلة شايان
- (1973) بابيلون[7][8][9]

## وصلات خارجية
- فيكتور جورى على موقع IMDb (الإنجليزية)
- فيكتور جورى على موقع ألو سيني (الفرنسية)
- فيكتور جورى على موقع ميوزك برينز (الإنجليزية)
- فيكتور جورى على موقع أول موفي (الإنجليزية)
- فيكتور جورى على موقع قاعدة بيانات برودواي على الإنترنت (الإنجليزية)
- فيكتور جورى على موقع قاعدة بيانات الأفلام السويدية (السويدية)
- فيكتور جورى على موقع إن إن دي بي (الإنجليزية)
- فيكتور جورى على موقع ديسكوغز (الإنجليزية)
- فيكتور جورى على موقع قاعدة بيانات الفيلم (الإنجليزية)
- فيكتور جورى على موقع كينوبويسك (الروسية)